# Poena cullei

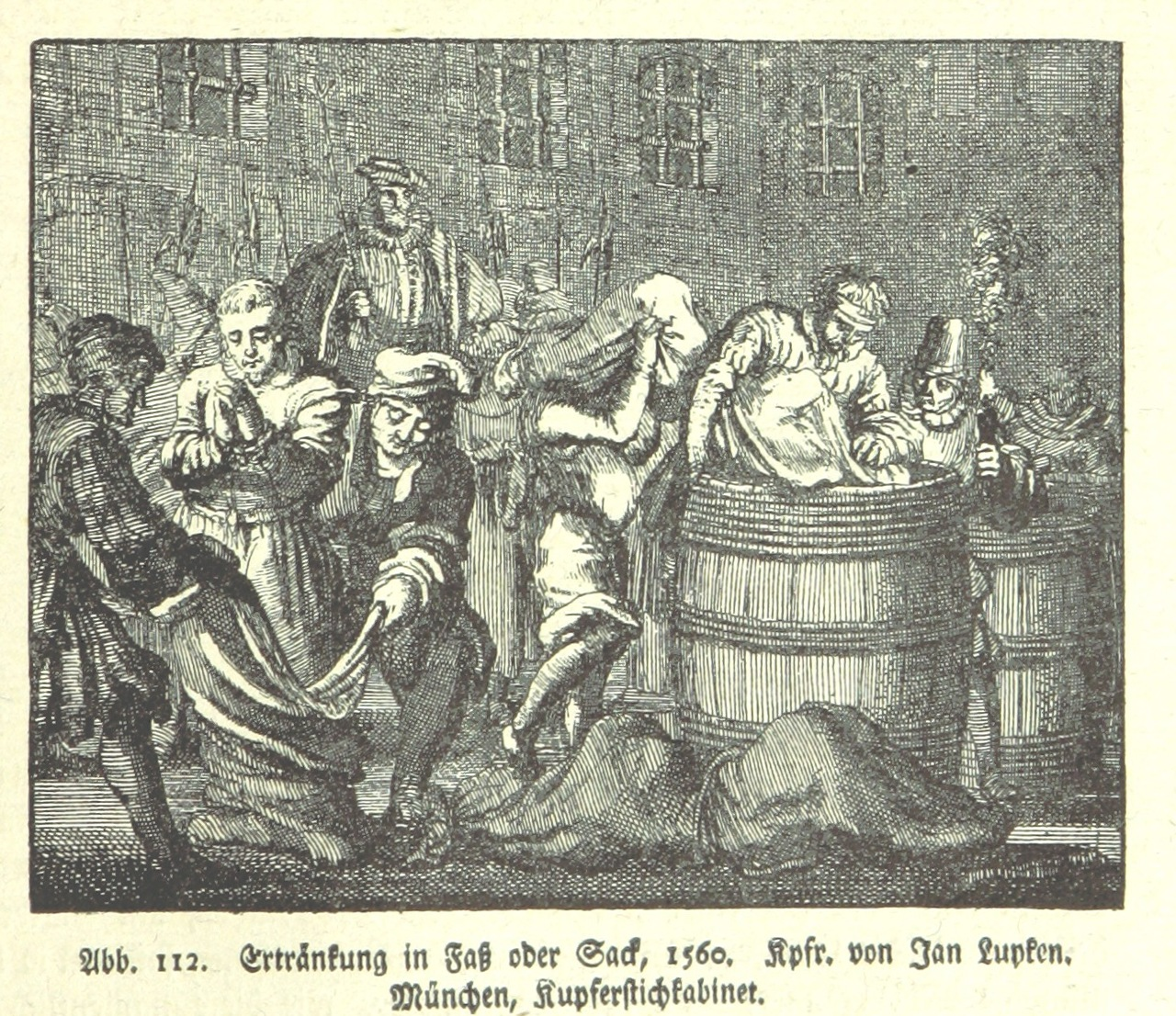
Kara worka, reprodukcja XVI-wiecznego miedziorytu. Ilustracja z Monographien zur deutschen Kulturgeschichte, herausgegeben von Georg Steinhausen

Poena cullei (łac. „kara worka”) – forma wykonania kary śmierci, praktykowana między innymi w starożytnym Rzymie, nakładana głównie za ojcobójstwo. Polegała na zaszyciu skazanego żywcem w skórzanym worku i wrzuceniu do morza lub rzeki. Inną nazwą używaną na określenie tej formy egzekucji była poena parricidii. Stosowano ją wobec ludzi, którzy popełnili przestępstwo zwane parricidium, najczęściej rozumiane jako ojcobójstwo lub matkobójstwo, ale mogące niekiedy oznaczać też np. zdradę. Skazanego zazwyczaj zaszywano w worku wraz z żywymi zwierzętami.

## Starożytność
Rzymscy juryści opisywali karę jako starodawną i ustanowioną zwyczajem przodków (more maiorum). Według świadectwa historyka Valeriusa Maximusa, Tarkwiniusz Pyszny miał nakazać wykonanie poena cullei na jednym z duumwirów w ramach kary za świętokradztwo. Jakkolwiek późniejsi historycy uznali tę relację za niepewną, kara worka z pewnością posiadała archaiczny rodowód, sięgający co najmniej II w. p.n.e., być może okresu wojen z Kartaginą. Śmierć przez utopienie w worku nie zawsze stanowiła element systemu kar; niekiedy praktyka ta stanowiła formę tzw. rytuału oczyszczenia (procuratio prodigii), podczas którego starano się odwrócić gniew bogów poprzez oczyszczenie społeczności z elementów nieczystych, za które uznawano np. chore zwierzęta, wybryki natury czy hermafrodytów. Na podobnej zasadzie społeczeństwo rzymskie traktowało sprawców najcięższych zbrodni, uznając ich za obrzydliwych bogom i tym samym traktując poena cullei jako formę pozbycia się skazy ze swojego otoczenia. Zaszywanie zwierząt wraz ze skazanym dowodzi związku praktyki z haruspicją.
W okresie późniejszym praktyka z formy rytuału przekształciła się w skodyfikowany element prawa karnego, a karę stosowano niemal wyłącznie za morderstwa popełnione na osobach krewnych. W 81. p.n.e. dyktator Sulla najprawdopodobniej utrzymał poena cullei w zapisach lex Cornelia de sicariis et venefictis. W 55 p.n.e. lex Pompeia de paricidiis teoretycznie zniosło stosowanie kary, choć podług niektórych badaczy zniesienie to miało charakter jedynie częściowy. Mimo zmian w zapisie jednak poena cullei była wciąż wymierzana. Jej stosowanie wspierał starający się o przywrócenie powszechnego szacunku do religii i obyczajów Oktawian August, a za cesarza Klaudiusza, jak pisze Seneka, karę wykonywano w sposób masowy. Pewne korekty prawodawstwa w tym zakresie wprowadził cesarz Hadrian. Zdaniem Antoniego Dębińskiego w okresie pryncypatu czasowo zaniechano kary worka na rzecz bardziej wówczas popularnych form egzekucji ad bestias tudzież poprzez spalenie. Dalej świadectwa stosowania kary worka można znaleźć w reskryptach Konstantyna Wielkiego i jego potomków, w Kodeksie Teodozjusza i aż do końca funkcjonowania Zachodniego Cesarstwa Rzymskiego. W Kodeksie Teodozjusza poświęcono karze znaczną część dziewiątej księgi, zatytułowanej de paricidis. Ponadto kompleksowy opis kary zachował się w relacji jurysty Modestyna. Źródła wskazują, że karę worka stosowano także wobec pierwszych chrześcijan i sprawców przestępstwa adulterium. Po upadku cesarstwa jej wykonywanie w Zachodniej Europie na pewien czas zanikło.

### Przebieg wykonania kary w czasach rzymskich
Zachowane źródła pozwalają odtworzyć dokładnie sposób wykonywania kary. Kat i jego wspólnicy poprzedzali egzekucję chłostą. Głowę skazanego owijano wilczą skórą i ubierano go w ciężkie obuwie, co mogło służyć zapobieganiu ucieczce, lecz najpewniej miało wymiar magiczny. Do worka z bydlęcej skóry (culleo) zaszywano go wraz z czterema zwierzętami: psem, kogutem, małpą oraz wężem. W zależności od źródeł konfiguracja tych zwierząt zmieniała się, np. w Kodeksie Teodozjusza wymieniono tylko węża. Niektórzy autorzy wcale nie wspominają o wrzucaniu zwierząt do worka. Następnie worek wrzucano na wóz i kierowano się w stronę najbliższej rzeki, jeziora bądź morza. Wóz był zaprzężony w czarne woły. Sens symboliki egzekucji oddał Cyceron, pisząc:

tak żyją, dopóki mogą, ale nie dane jest im oddychać powietrzem niebieskim; tak umierają, że kości ich nie dotykają ziemi; są kołysani przez fale, ale nie są przez nie obmywani. Są wyrzucani na brzeg, ale nawet tu nie znajdują odpoczynku

Przebieg wykonania kary worka wskazuje na wyraźny wpływ elementów teatralnych, symbolicznych i magicznych. Dobór zwierząt uznawanych wówczas za złowrogie, nieczyste bądź chtoniczne miał, poza funkcją zaostrzenia kary, znaczenie symboliczne. Również utopienie w wodzie stanowiło formę pohańbienia skazanego, poprzez odebranie mu możliwości pochówku.

## Wieki późniejsze
Szczegółowe zapiski regulujące sposób wykonywania kary worka znalazły się w zwodach praw Justyniana Wielkiego. Poena cullei znana i być może stosowana była w średniowieczu na terenach Cesarstwa Bizantyjskiego, Cesarstwa Niemieckiego, znano ją także w krajach Skandynawii. Jej stosowanie, nie wolne od lokalnych modyfikacji, zalecało wiele europejskich zwodów prawa karnego, np. Zwierciadło saskie czy kompilacja Alfonsa Mądrego.
W Zachodniej Europie prawdopodobnie powrócono sporadycznie do stosowania tej kary około XII wieku. Niekiedy w średniowieczu i czasach późniejszych kara worka miała charakter polityczny, a nie kryminalny. Stosowanie tego typu egzekucji w średniowieczu i wiekach późniejszych było elementem szerokiego oparcia prawodawstwa europejskiego na rzymskim pierwowzorze.
W niektórych rejonach Europy nigdy jednak nie wprowadzono poena cullei bądź też nie przywrócono jej stosowania, natomiast tam, gdzie ją nadal praktykowano, dochodziło do takich modyfikacji jak orzekanie kary worka za inne zbrodnie (np. wielokrotne dzieciobójstwo), stosowanie na zwłokach oraz zastępowanie jednych gatunków zwierząt innymi. W średniowieczu i nowożytności z reguły nie zaszywano w worku ani trudnych do zdobycia małp, ani węży, a prawo saskie wręcz preferowało koty. Odrodzenie klasycznej kary poena cullei w okresie od XV do początku XVII wieku odnotowano w krajach Rzeszy, na obszarze Francji i Niderlandów oraz półwyspów Iberyjskiego i Apenińskiego. Florike Egmont zaznacza jednak, że fakt pojawienia się kary worka w średniowiecznych zwodach praw niekoniecznie musiał oznaczać powrót do jej regularnego stosowania, a inspirowane prawem rzymskim zapisy mogły wręcz stanowić popis erudycji w wykonaniu jurystów.
Duża popularność kary worka w XV–XVII stuleciach na terenie praktycznie całej Europy wynikała po części z ogólnego wzrostu brutalności sądownictwa w tym okresie, jak i z rozwoju inkwizycyjnego charakteru procesów. Jednym z europejskich świadectw znajomości kary jest Porządek sądów... pióra Bartłomieja Groickiego, gdzie też podano szczegółową symbolikę poszczególnych zwierząt wykorzystanych przy jej wykonywaniu. Z innych polskich pisarzy prawniczych wymienia ją także Paweł Szczerbic. Z kolei konkretne przykłady wykonania kary znaleźć można np. w Kronice Polskiej Marcina Bielskiego. Później w Europie przewidywał ją m.in. Algemeines Edict wegen das Kindesmordes z 1720 roku oraz II i III Statut Litewski, w których karę tego typu przewidziano za ojcobójstwo. Ostatni znany przypadek jej zastosowania pochodzi z 1734 z terenów Saksonii. Prawnik Teodor Ostrowski zaznaczał, że na ziemiach polskich w jego czasach, tj. jeszcze w XVIII wieku, zapisy statutu litewskiego mówiące o poena cullei pozostawały w mocy. Karę poczęto wykreślać z prawodawstwa europejskiego w drugiej połowie XVIII wieku, wraz z rozwojem idei oświeceniowych i humanitaryzmu.

## W badaniach historycznych
W wieku XIX kara spotkała się z dużym zainteresowaniem historyków prawa, kultury i starożytności. Do grona zainteresowanych nią naukowców należeli m.in. Karl von Amira oraz Theodor Mommsen. Przez niektórych badaczy podnoszona była teza o germańskim, barbarzyńskim rodowodzie tego rytuału, który to wywód w późniejszych badaniach został zarzucony. W XX wieku zwracano uwagę zwłaszcza na rytualny i teatralny charakter wydarzenia. Zaczęto również zauważać fakt, że w różnych kontekstach kulturowych symbolika poena cullei i jej interpretacja zmieniały się, wraz ze zmianą mentalności epoki. Jej liczącą tysiąclecia ciągłość Florike Egmond podała jako przykład ilustrujący tzw. długie trwanie w historii.